# Klecoregonang
Klecoregonang is een bestuurslaag in het regentschap Pati van de provincie Midden-Java, Indonesië. Klecoregonang telt 902 inwoners (volkstelling 2010).